# Bruno Vacchiano
Bruno Vacchiano (Napoli, 15 settembre 1933 – Napoli, 10 febbraio 1994) è stato un pittore italiano.

## Biografia
Nacque a Napoli nel 1933 da Antonio Vacchiano, militare, e da sua moglie Enrichetta Caruso. Fu il padre, anch'egli artista, a introdurlo all'arte pittorica.
Intraprese gli studi in ambito artistico, conseguendo il diploma, prima, all'istituto d'arte e, successivamente, all'accademia di belle arti di Napoli, dove fu allievo di Carlo Striccoli, Alberto Chiancone, Eugenio Viti e, principalmente, di Emilio Notte. Anni più tardi, una volta dedicatosi all'insegnamento, avrebbe ottenuto una cattedra presso la medesima Accademia.
Dedicatosi, inizialmente, all'arte sacra, fu autore dei frontespizi degli altari maggiori delle chiese di Santa Teresa e del SS. Rosario a Leeds, nello Yorkshire, in Inghilterra. Di quegli anni si ricorda anche una tela raffigurante San Ciro, esposta in uno degli altarini laterali della chiesa di Nostra Signora del Sacro Cuore, a Napoli.
Sin dai primi anni 50 del Novecento prese parte a diverse esposizioni, anche straniere, nonché a collettive e concorsi nazionali meritando riconoscimenti e premi. Allestì numerose mostre personali a Napoli e Roma ottenendo dovunque il consenso di svariati critici. Nel 1985 ricevette il prestigioso premio Città di Monaco, Sezione Accademici.
Le sue opere figurano presso istituzioni pubbliche e in raccolte private sia in Italia sia all'estero (Inghilterra, Stati Uniti).
Morì nella natìa Napoli nel 1994.